# سد مانوان
سد مانوان (به لاتین: Manwan Dam) یک سد و نیروگاه برقابی در چین است که در Mekong, China واقع شده‌است.